# 로스트 프리퀀시스
로스트 프리퀀시스(Lost Frequencies, 1993년 11월 30일 ~ )는 벨기에의 DJ, 음악 프로듀서이다. 대표곡은 "Are You With Me"이다.